# Lower King
Lower King ist ein Stadtteil von Albany im australischen Bundesstaat Western Australia.
Der Ort liegt im Norden von Albany. Der Name geht auf den Entdecker Phillip Parker King zurück.

## Geographie
Lower King liegt rund 9,5 Kilometer nördlich der Innenstadt am Oyster Harbour.
Im Norden grenzt der Stadtteil an Kalgan, im Westen an King River, und im Süden an Bayonet Head.
Der Ort Lower King hat ein etwa 3,7 Kilometer langes Ufer am Oyster Harbour. Im Ort mündet außerdem der King River in den Oyster Harbour. Bei der Mündung liegen die Landspitzen Point Henty und Point Woore. Außerdem liegen im Ort die Flussbuchten Shell Bay und Parker Bay.

## Infrastruktur
Lower King liegt an der Lower King Road und wird von der Buslinie 804 bedient.
Im Ort liegt der städtische Park Bayonet Head Becker Park.

## Bevölkerung
Der Ort Lower King hatte 2016 eine Bevölkerung von 1832 Menschen, davon 50,6 % männlich und 49,4 % weiblich. 3,3 % der Bevölkerung (60 Personen) sind Aborigines oder Torres-Strait-Insulaner.
Das durchschnittliche Alter in Lower King liegt bei 44 Jahren, sechs Jahre über dem australischen Durchschnitt von 38 Jahren.